# 소피 엘리스 벡스터
소피 엘리스 벡스터(Sophie Ellis-Bextor, 1979년 4월 10일 ~ )는 잉글랜드의 싱어송라이터이다.
"Murder on the Dancefloor"이 전세계적으로 히트하면서 이름을 알렸다. 1990년대 후반, 인디 록 밴드 디오디언스(Theaudience)의 리드 보컬로 인지도를 알렸다. 밴드 해체 이후에는 솔로로 나서 2000년대 초반에 큰 성공을 거뒀다.
왕좌의게임 시즌8 에피소드3에 엑스트라로 출연하기도 했다.

## 어린 시절
1979년 4월 10일 잉글랜드 런던에서 태어났다. 아버지는 영화 제작자 겸 감독인 로빈 벡스터이며, 어머니는 방송인 자넷 엘리스이다. 소피가 4살 때 부모님은 이혼을 했다. 어릴 적에는 어머니가 진행하던 방송에 출연하곤 했다.

## 음반 목록

### 정규 앨범
- Read My Lips (2001)
- Shoot from the Hip (2003)
- Trip the Light Fantastic (2007)
- Make a Scene (2011)
- Wanderlust (2014)
- Familia (2016)
- The Song Diaries (2018)

### 리믹스 앨범
- Wandermix (2014)